# La Vocation des premiers apôtres Pierre et André
La Vocation des premiers apôtres Pierre et André est une fresque de 349 × 570 cm de Domenico Ghirlandaio et ses assistants, réalisée entre 1481 et 1482 et faisant partie de la décoration du registre médian de la chapelle Sixtine au Vatican. 

## Histoire
En 1481, à la suggestion de Laurent de Médicis, un groupe d'artistes florentins est convoqué à Rome par le pape Sixte IV pour réaliser les fresques du projet de la chapelle Sixtine, scellant également la réconciliation du pape avec Florence et les Médicis. Sandro Botticelli, Cosimo Rosselli et Le Pérugin (Florentin par adoption), partent avec Ghirlandaio (qui était peut-être déjà à Rome). Chaque artiste était suivi d'un grand nombre d'assistants, dont certains s'affirmeront par la suite, comme Luca Signorelli, Pinturicchio, Filippino Lippi et Piero di Cosimo. Les fresques célèbrent la papauté à travers les Épisodes de la vie de Moïse et les Épisodes de la vie du Christ, mis en parallèle pour souligner la continuité du message divin de la loi dans la figure du Christ avant d'être transmis à Pierre. L'œuvre est achevée en 1482. 
Ghirlandaio s'est vu confier deux fresques, la Vocation des apôtres et la Résurrection, cette dernière étant déjà très endommagée à l'époque de Vasari, elle est repeinte plus tard à la fin du XVIe siècle.

## Description
La scène de la Vocation est divisée entre le premier et l'arrière-plan. Au milieu d'un lac, dans une large vallée montagneuse, les pêcheurs Simon Pierre et André (à gauche) sont appelés par Jésus, sur la rive. Peu après, Simon Pierre et André sont derrière le Christ qui, de la rive opposée (sur la droite), appelle Jacques et Jean, décidés à réparer les filets du bateau de Zébédée, au centre de la scène. 
Au premier plan, Pierre et André, vêtus de manteaux aux couleurs qui sont leur attribut typique (jaune ou orange pour Pierre, vert pour André), sont agenouillés devant le Christ qui, solennellement, les bénit. L'élément le plus original de l'œuvre est la multitude de spectateurs, contemporains de Ghirlandaio, comme le montrent les vêtements, qui regardent la scène, comme dans une sorte de grand public de part et d'autre de la scène sacrée. Les portraits, nombreux et pénétrants, sont disposés en bandes isocéphales, c'est-à-dire avec les têtes en séquence à la même hauteur. Il représente l'ensemble de la communauté florentine présente à Rome, qui s'est organisée autour de la basilique de la Minerve. 

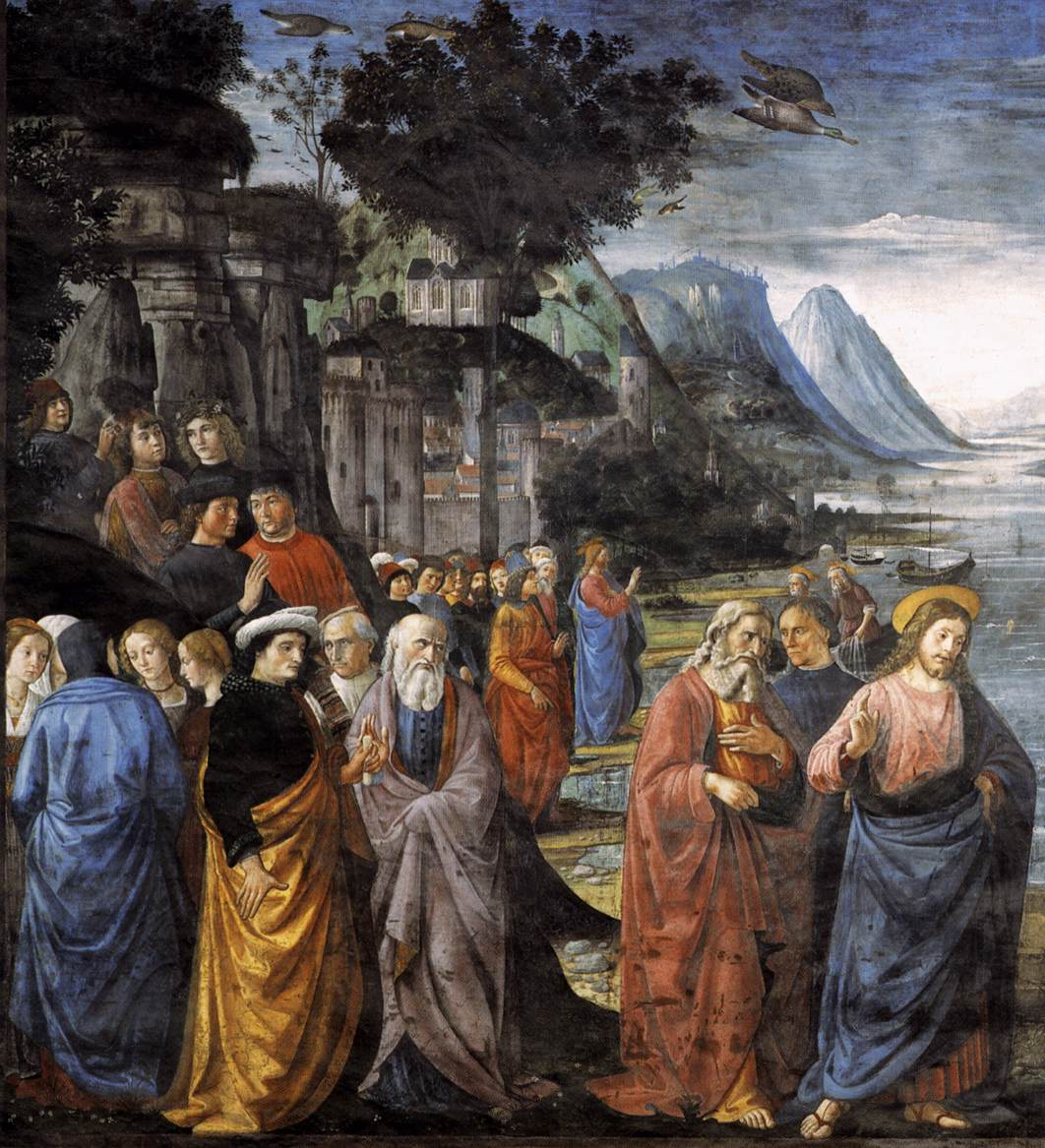
Détail du groupe de gauche.

## Sources
- (it) Cet article est partiellement ou en totalité issu de l’article de Wikipédia en italien intitulé « Vocazione dei primi apostoli » (voir la liste des auteurs).